# Марія Комніна (королева Угорщини)
Марія Комніна (1140—1190) — королева Угорщини. Дружина Стефана IV.

## Біографія
Марія була наймолодшою донькою севастократора Ісаака Комніна, сина Іоанна II Комніна і старшого брата візантійського імператора Мануїла I Комніна, і його першої дружини Феодори, правнучки короля Угорщини Владислава I.
В 1153 році дядько Марії — імператор Мануїл I — організував її заручини з Фрідріхом Барбароссою, але заручини були розірвані незабаром після цього. У 1156 році дядько видав її заміж за герцога Стефана, який втік до його двору після невдалого бунту проти свого брата — короля Угорщини Гези II.
Після смерті Гези II 31 травня 1162 року імператор Мануїл I підготував кампанію проти Угорщини, щоб звести на престол Стефана, змістивши сина померлого Гези II — короля Стефана III. Не дивлячись на це, угорські барони обрали королем іншого дівера Марії — Ласла II, який надав одну третину королівства чоловікові Марії.
Після раптової смерті короля Ласла II від отрути 14 січня 1163 року чоловік Марії Стефан IV був проголошений королем, а Марія стала королевою Угорщини. Однак король Стефан IV був розбитий 19 червня 1163 року військами свого племінника Стефана III і був змушений знову втікти до Візантії, де він помер 11 квітня 1165 року.
Марія померла в Константинополі в 1190 році.